# ZNF277P
ZNF277P‏ (Zinc finger protein 277) هوَ بروتين يُشَفر بواسطة جين ZNF277P في الإنسان.